# Helios Airways
Pour les articles homonymes, voir Hélios (homonymie).
Helios Airways (code AITA : ZU ; code OACI : HCY) était une compagnie aérienne chypriote, spécialisée dans les vols à bas coûts. Elle possédait une flotte de quatre Boeing 737-300 et assurait des liaisons charter avec Athènes, Londres, Strasbourg, Dublin, Sofia et Prague.
Le 6 novembre 2006 la compagnie cesse ses opérations aériennes en raison de difficultés financières.

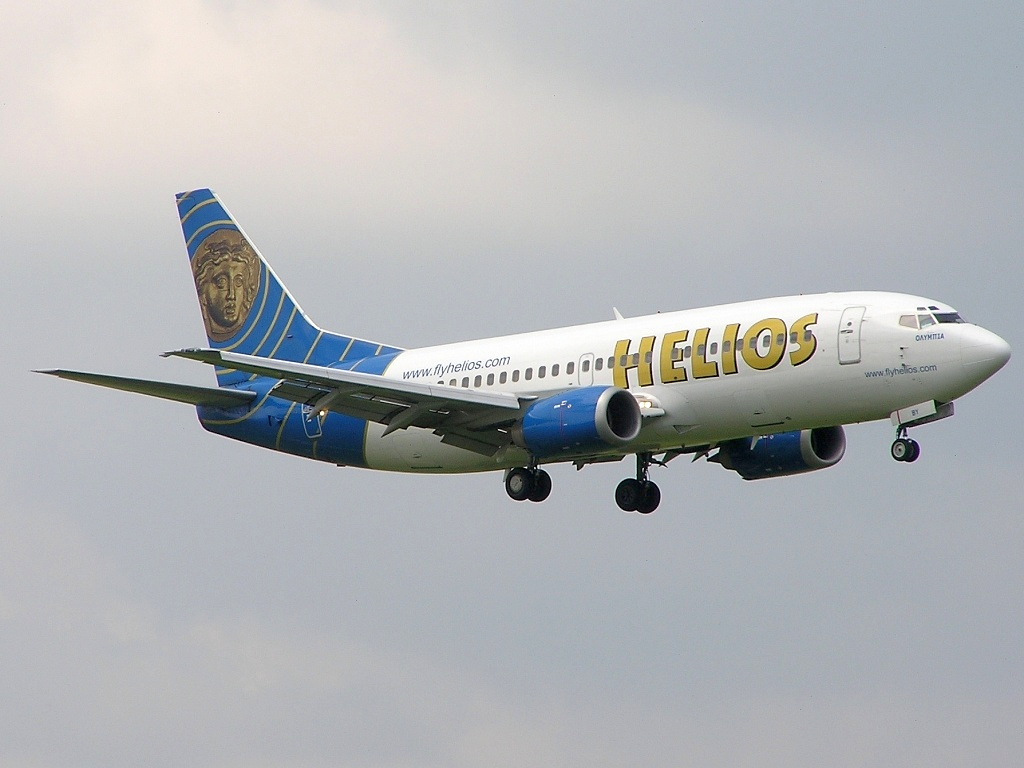
Boeing 737-300 de la compagnie Helios Airways

## Histoire
La compagnie fut fondée le 23 mai 1998, il s'agissait alors de la première compagnie aérienne privée chypriote. Elle effectua son premier vol charter vers l'aéroport de Londres-Gatwick le 15 mai 2000. Le 14 août 2005, le vol 522 Helios Airways s'écrase en Grèce en raison d'une panne du système de pressurisation de l'appareil, qui a fait perdre connaissance aux passagers et membres d'équipage. À la suite de cet accident, la compagnie est rebaptisée Ajet le 14 mars 2006 avant de cesser ses opérations aériennes le 6 novembre 2006 à la suite de difficultés financières.

## Accidents et incidents
- Le 14 août 2005, le vol 522 Helios Airways, assuré par un Boeing 737, en provenance de l'aéroport international de Larnaca et à destination de l'aéroport international d'Athènes, s'est écrasé en Attique, près d'Athènes. L'accident est dû à une panne du système de pressurisation qui n'a pas été correctement identifiée par l'équipage, en effet les pilotes pensaient au moment où l'alarme s'est déclenchée qu'il s'agissait de l'alarme de configuration décollage et non à un problème de dépressurisation imminent.
- Les passagers et l'équipage se sont évanouis, sauf l'un des stewards qui partiellement conscient, a essayé de sauver l'avion. Celui-ci a en effet été aperçu par un pilote d'un des deux avions de chasse (F-16) ayant été envoyé en reconnaissance de l'avion fantôme pour y analyser le problème. L'avion a continué de voler sous pilote automatique jusqu'à tomber en panne de carburant. L'accident a provoqué la mort de ses 121 occupants.